# Merceya serratinervis
Merceya serratinervis là một loài rêu trong họ Pottiaceae. Loài này được Takaki mô tả khoa học đầu tiên năm 1951.